# Tobołowo
Tobołowo – wieś w Polsce, w województwie podlaskim, w powiecie augustowskim, w gminie Nowinka. Tobołowo położone jest nad jeziorem o tej samej nazwie.
Wieś królewska ekonomii grodzieńskiej położona była w końcu XVIII wieku w powiecie grodzieńskim województwa trockiego. W latach 1975–1998 miejscowość administracyjnie należała do województwa suwalskiego.

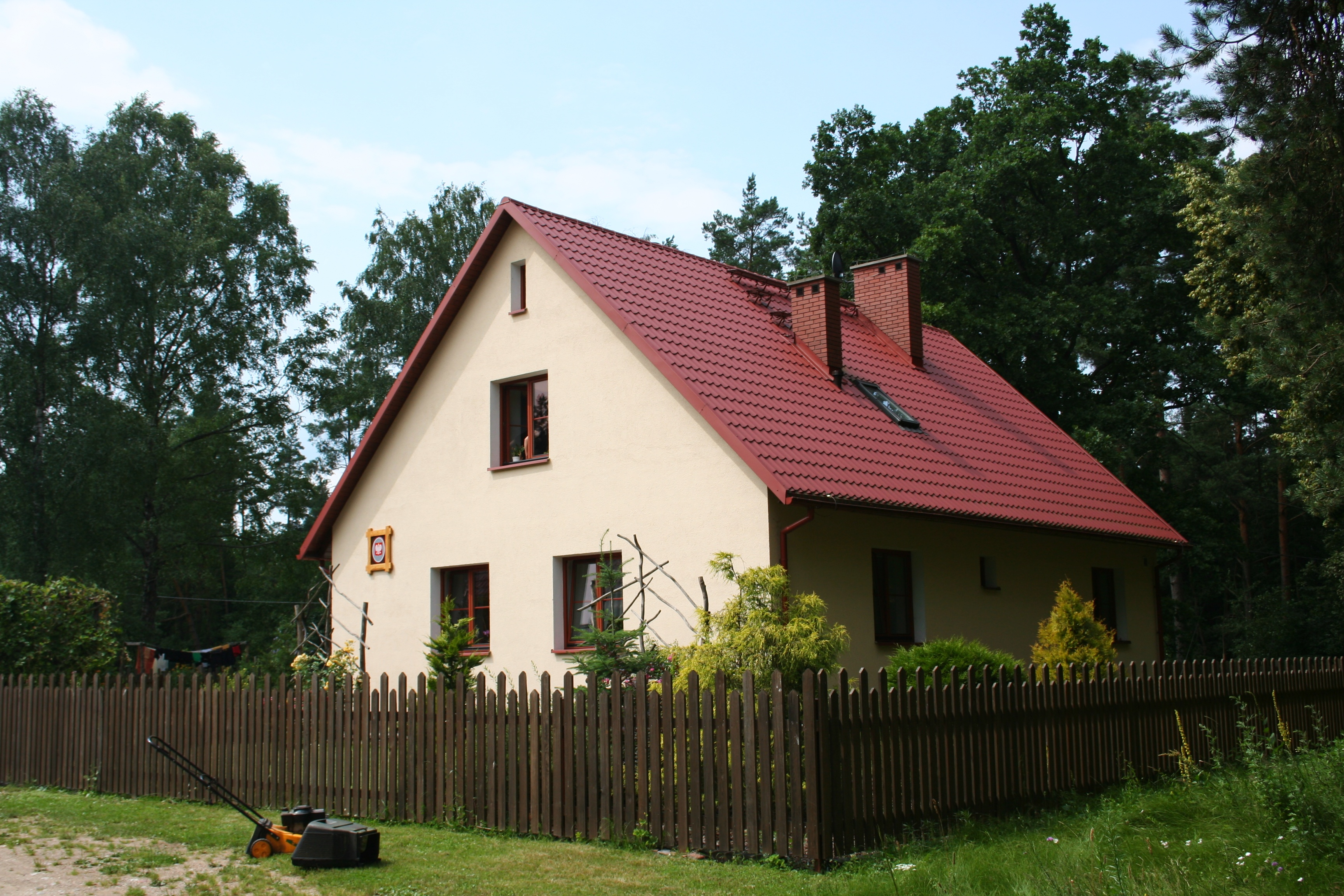
Leśniczówka w pobliżu miejscowości (leśnictwo Tobołowo)